# Journal of Biogeography
Journal of Biogeography — оглядовий науковий журнал з проблем  біогеографії, створений в 1974 р. Розглядаються питання просторової, екологічної і історичної біогеографії. Редактором-фундатором був David Watts, наступниками — John Flenley і Philip Stott (1987—2004). Нині редактором є Robert J. Whittaker (Оксфордський університет).

## Реферування і індексування
Журнал реферується і індексується в:
- Academic Search Premier
- CAB Abstracts
- AGRICOLA
- CSA Illumina
- Elsevier BIOBASE
- Biological Abstracts
- BIOSIS Previews
- Current Contents/Agriculture, Biology & Environmental Sciences
- GEOBASE
- GeoRef
- Dietary Supplements database
- Science Citation Index Expanded
- Scopus
- VINITI Database RAS
- The Zoological Record

За висновком Journal Citation Reports, в 2011 р. impact factor журналу дорівнював 4.544.

## Ресурси Інтернету
- Офіційний сайт